# そんな声だしちゃイヤ!
『そんな声だしちゃイヤ!』（そんなこえだしちゃイヤ!）は、しがの夷織による日本の漫画作品。

## 概要
漫画雑誌『少女コミック』（小学館）にて2003年の3・4号合併号から連載開始。全7巻。略称：声イヤ。
「声優」業を舞台にした恋愛作品。連載当時は、水波風南の『レンアイ至上主義』や新條まゆの『覇王愛人』と共に、過激な性描写を売りとする作品として知られていた。
各話の最後にはギャグキャラモード（擬人化された動物）で絵が書かれ、ストーリーのシリアス性に関わらず必ず掲載されている。ギャグキャラモード自体は、作中にたびたび登場する。
また、ギャグキャラモードで描かれた4コマ漫画が裏表紙とカバー下の表紙に描かれている。

## あらすじ
女子高生新人アイドル声優の綾瀬雛は、人気漫画「ヴァンプ」のヒロイン「西条綺羅」役に大抜擢された。相手役は、23歳デビュー4年にして天才声優と呼ばれる蓮未ユキ。声だけで思うように表現できない雛は、蓮未の特別指導を受けることになった。

## 登場人物
綾瀬雛（あやせ ひな）声：清水愛
（元）子役タレント→西条綺羅役の新人声優。「ヴァンプ」の大ファン。Hな声を出す経験は、今回で初めてである。収録の取り直しの際、蓮未に体をさわられながらの演技を強いられ、気絶するがどうにか成功した。演技を上達したいが為に、蓮未の提案した特別指導を受けることを決意した。
猛とは幼馴染で恋人同士。ゆえに蓮未と猛との狭間で想い悩む雛だが、「ヴァンプ」のイベント舞台上で、猛とは正式に別れる。
ギャグキャラモードは、金魚。
蓮未ユキ（はすみ ユキ）声：櫻井孝宏
23歳にして大御所と渡り合える天才声優。彼の声は、多くの共演者が聞き惚れるほどの美声である。雛にHな特別指導を行うが、雛に恋人がいることを知ると嫉妬を隠さないまま、特別指導を強行する。
ギャグキャラモードは、熊。
渋沢猛（しぶさわ たける）声：宮田幸季
人気アイドルで、雛の幼馴染かつ恋人。雛との関係がマスコミに取り上げられたことを利用し、蓮未と雛を遠ざけようと奔走しだす。少々腹黒。
ギャグキャラモードは、ウサギ。普段はシロウサギだが、嫉妬に駆られるとブラックウサギに変化する。

## こぼれ話
単行本（フラワーコミックス）のワンポイント「fc」の「c」の中にあしらわれているのは、ほかの作品のような花ではなく、マイクロフォンになっている。